# Isotopes du nickel
Le nickel (Ni, numéro atomique 28) possède 31 isotopes de nombre de masse variant entre 48 et 78, ainsi que sept isomères nucléaires. Il existe dans la nature sous la forme de cinq isotopes stables : 58Ni (majoritaire), 60Ni, 61Ni, 62Ni et 64Ni. On lui attribue une masse atomique standard de 58,6934(2) u
26 radioisotopes du nickel ont été caractérisés, le plus stable étant 59Ni avec une demi-vie de 76 000 années, suivi de  63Ni (100,1 années) et de 56Ni (6,077 jours). Tous les autres radioisotopes ont une demi-vie inférieure à 60 heures, et la plupart inférieure à 30 secondes. Les isotopes les plus légers (jusqu'à 59Ni) se désintègrent principalement par émission β+ en isotopes du cobalt et un peu plus rarement en isotopes du fer par émission de positron (β+) et émission de proton, les plus lourds (à partir de 63Ni) principalement par émission β− en isotopes du cuivre.

## Isotopes notables

### Nickel naturel
Le nickel naturel est constitué des cinq isotopes stables 58Ni, 60Ni, 61Ni, 62Ni et 64Ni.
| Isotope | Abondance (pourcentage molaire) |
| ------- | ------------------------------- |
| 58Ni    | 68,0769 (89) %                  |
| 60Ni    | 26,2231 (77) %                  |
| 61Ni    | 1,1399 (6) %                    |
| 62Ni    | 3,6345 (17) %                   |
| 64Ni    | 0,9256 (9) %                    |

### Nickel 48
Le nickel 48 (48Ni) possède un noyau constitué de 28 protons et de 20 neutrons et est l'isotope connu le plus pauvre en neutrons. Il a été découvert en 1999. 48Ni est « doublement magique » (tout comme le plomb 208) et est donc exceptionnellement stable (demi-vie de 10 ms malgré un fort déficit en neutron).

### Nickel 56
Le nickel 56 (56Ni) possède un noyau constitué de 28 protons et de 28 neutrons. Il est produit en grandes quantités par des supernovas de type Ia, et la courbe de lumière de ces supernovas correspond à la désintégration du nickel 56 en cobalt 56 et en fer 56. Comme le nickel 48, il est « doublement magique » et donc relativement stable.

### Nickel 58
Le nickel 58 (58Ni) possède un noyau constitué de 28 protons et de 30 neutrons. C'est le plus abondant des isotopes naturels, avec une abondance naturelle de 68,077 %. Ses sources possibles sont la capture électronique à partir du cuivre 58 ainsi que la capture électronique et l'émission de proton  depuis le zinc 59. Si 58Ni a été observé comme stable, on le soupçonne de se désintégrer par double radiation β+ en 58Fe, avec une demi-vie très longue (supérieure à 700 × 1018 années).

### Nickel 59
Le nickel 59 (59Ni) possède un noyau constitué de 28 protons et de 31 neutrons. C'est un radionucléide cosmogénique à longue vie (demi-vie de 76 000 années). 59Ni a de nombreuses applications en géologie isotopique. Il a par exemple été utilisé pour dater des météorites et pour déterminer l'abondance de poussières extraterrestres dans la glace et des sédiments.

### Nickel 60
Le nickel 60 (60Ni) possède un noyau constitué de 28 protons et de 32 neutrons. C'est l'isotope-fils d'un radionucléide disparu, le fer 60 (demi-vie de 2,6 millions d'années). Le fer 60 ayant une demi-vie aussi longue, sa persistance dans les matériaux du système solaire à des concentrations suffisamment élevées a provoqué des variations observables dans la composition isotopique du nickel. Ainsi, l'abondance en nickel 60 dans des matériaux extraterrestres peut donner un aperçu sur l'origine du système solaire et sur son histoire précoce/très précoce. Malheureusement, les isotopes du nickel semblent avoir été répartis de façon hétérogène dans le système solaire primitif. Ainsi, à l'heure actuelle, aucune réelle information concernant l'âge du système solaire n'a été obtenue via l'étude des excès en nickel 60. D'autres sources en nickel 60 peuvent être la désintégration β du cobalt 60 ou la capture électronique à partir du cuivre 60.

### Nickel 62
Le nickel 62 (62Ni) possède un noyau constitué de 28 protons et de 34 neutrons. C'est l'isotope ayant la plus haute énergie de liaison par nucléon parmi tous les isotopes de n'importe quel élément. Il est libéré plus d'énergie par la formation de cet isotope que par n'importe quel autre, même si la fusion peut former des isotopes plus lourds. Par exemple deux atomes de calcium 40 peuvent fusionner en krypton 80 et quatre électrons, libérant 77 keV par nucléon, mais des réactions menant dans la région fer/nickel sont plus probables car elles libèrent plus d'énergie par baryon.

### Nickel 63
Le nickel 63 (63Ni) possède un noyau constitué de 28 protons et de 35 neutrons. Il n'est formé qu'artificiellement dans des installations nucléaires.

### Nickel 64
Le nickel 64 (64Ni) possède un noyau constitué de 28 protons et de 36 neutrons. Il peut être formé par désintégration β du cobalt 64 ou par capture électronique du cuivre 64.

### Nickel 78
Le nickel 78 (78Ni) possède un noyau constitué de 28 protons et de 50 neutrons. C'est l'isotope connu du nickel le plus lourd, et on pense qu'il a un rôle important dans la nucléosynthèse dans les supernovas d'éléments plus lourds que le fer.

## Table des isotopes
| Symbole de l'isotope | Z (p)                | N (n)                | masse isotopique     | Demi-vie                     | Mode(s) de désintégration, | Isotope(s) fils | Spin nucléaire |
| Symbole de l'isotope | Énergie d'excitation | Énergie d'excitation | Énergie d'excitation | Demi-vie                     | Mode(s) de désintégration, | Isotope(s) fils | Spin nucléaire |
| -------------------- | -------------------- | -------------------- | -------------------- | ---------------------------- | -------------------------- | --------------- | -------------- |
| 48Ni                 | 28                   | 20                   | 48,01975(54)#        | 10# ms [>500 ns]             |                            |                 | 0+             |
| 49Ni                 | 28                   | 21                   | 49,00966(43)#        | 13(4) ms [12(+5-3) ms]       |                            |                 | 7/2-#          |
| 50Ni                 | 28                   | 22                   | 49,99593(28)#        | 9,1(18) ms                   | β+                         | 50Co            | 0+             |
| 51Ni                 | 28                   | 23                   | 50,98772(28)#        | 30# ms [>200 ns]             | β+                         | 51Co            | 7/2-#          |
| 52Ni                 | 28                   | 24                   | 51,97568(9)#         | 38(5) ms                     | β+ (83 %)                  | 52Co            | 0+             |
| 52Ni                 | 28                   | 24                   | 51,97568(9)#         | 38(5) ms                     | β+, p (17 %)               | 51Fe            | 0+             |
| 53Ni                 | 28                   | 25                   | 52,96847(17)#        | 45(15) ms                    | β+ (55 %)                  | 53Co            | (7/2-)#        |
| 53Ni                 | 28                   | 25                   | 52,96847(17)#        | 45(15) ms                    | β+, p (45 %)               | 52Fe            | (7/2-)#        |
| 54Ni                 | 28                   | 26                   | 53,95791(5)          | 104(7) ms                    | β+                         | 54Co            | 0+             |
| 55Ni                 | 28                   | 27                   | 54,951330(12)        | 204,7(17) ms                 | β+                         | 55Co            | 7/2-           |
| 56Ni                 | 28                   | 28                   | 55,942132(12)        | 6,075(10) j                  | β+                         | 56Co            | 0+             |
| 57Ni                 | 28                   | 29                   | 56,9397935(19)       | 35,60(6) h                   | β+                         | 57Co            | 3/2-           |
| 58Ni                 | 28                   | 30                   | 57,9353429(7)        | Observé stable               | Observé stable             | Observé stable  | 0+             |
| 59Ni                 | 28                   | 31                   | 58,9343467(7)        | 7,6(5) × 104 a               | CE                         | 59Co            | 3/2-           |
| 60Ni                 | 28                   | 32                   | 59,9307864(7)        | Stable                       | Stable                     | Stable          | 0+             |
| 61Ni                 | 28                   | 33                   | 60,9310560(7)        | Stable                       | Stable                     | Stable          | 3/2-           |
| 62Ni                 | 28                   | 34                   | 61,9283451(6)        | Stable                       | Stable                     | Stable          | 0+             |
| 63Ni                 | 28                   | 35                   | 62,9296694(6)        | 100,1(20) a                  | β−                         | 63Cu            | 1/2-           |
| 63mNi                | 87,15(11) keV        | 87,15(11) keV        | 87,15(11) keV        | 1,67(3) µs                   |                            |                 | 5/2-           |
| 64Ni                 | 28                   | 36                   | 63,9279660(7)        | Stable                       | Stable                     | Stable          | 0+             |
| 65Ni                 | 28                   | 37                   | 64,9300843(7)        | 2,5172(3) h                  | β−                         | 65Cu            | 5/2-           |
| 65mNi                | 63,37(5) keV         | 63,37(5) keV         | 63,37(5) keV         | 69(3) µs                     |                            |                 | 1/2-           |
| 66Ni                 | 28                   | 38                   | 65,9291393(15)       | 54,6(3) h                    | β−                         | 66Cu            | 0+             |
| 67Ni                 | 28                   | 39                   | 66,931569(3)         | 21(1) s                      | β−                         | 67Cu            | 1/2-           |
| 67mNi                | 1007(3) keV          | 1007(3) keV          | 1007(3) keV          | 13,3(2) µs                   | β−                         | 67Cu            | 9/2+           |
| 67mNi                | 1007(3) keV          | 1007(3) keV          | 1007(3) keV          | 13,3(2) µs                   | TI                         | 67Ni            | 9/2+           |
| 68Ni                 | 28                   | 40                   | 67,931869(3)         | 29(2) s                      | β−                         | 68Cu            | 0+             |
| 68m1Ni               | 1770,0(10) keV       | 1770,0(10) keV       | 1770,0(10) keV       | 276(65) ns                   |                            |                 | 0+             |
| 68m2Ni               | 2849,1(3) keV        | 2849,1(3) keV        | 2849,1(3) keV        | 860(50) µs                   |                            |                 | 5-             |
| 69Ni                 | 28                   | 41                   | 68,935610(4)         | 11,5(3) s                    | β−                         | 69Cu            | 9/2+           |
| 69m1Ni               | 321(2) keV           | 321(2) keV           | 321(2) keV           | 3,5(4) s                     | β−                         | 69Cu            | (1/2-)         |
| 69m1Ni               | 321(2) keV           | 321(2) keV           | 321(2) keV           | 3,5(4) s                     | TI                         | 69Ni            | (1/2-)         |
| 69m2Ni               | 2701(10) keV         | 2701(10) keV         | 2701(10) keV         | 439(3) ns                    |                            |                 | (17/2-)        |
| 70Ni                 | 28                   | 42                   | 69,93650(37)         | 6,0(3) s                     | β−                         | 70Cu            | 0+             |
| 70mNi                | 2860(2) keV          | 2860(2) keV          | 2860(2) keV          | 232(1) ns                    |                            |                 | 8+             |
| 71Ni                 | 28                   | 43                   | 70,94074(40)         | 2,56(3) s                    | β−                         | 71Cu            | 1/2-#          |
| 72Ni                 | 28                   | 44                   | 71,94209(47)         | 1,57(5) s                    | β− (> 99,9 %)              | 72Cu            | 0+             |
| β−, n (< 0,1 %)      | 28                   | 44                   | 71,94209(47)         | 1,57(5) s                    | 71Cu                       |                 | 0+             |
| 73Ni                 | 28                   | 45                   | 72,94647(32)#        | 0,84(3) s                    | β− (> 99,9 %)              | 73Cu            | (9/2+)         |
| β−, n (< 0,1 %)      | 28                   | 45                   | 72,94647(32)#        | 0,84(3) s                    | 72Cu                       |                 | (9/2+)         |
| 74Ni                 | 28                   | 46                   | 73,94807(43)#        | 0,68(18) s                   | β− (>99,9 %)               | 74Cu            | 0+             |
| β−, n (<0,1 %)       | 28                   | 46                   | 73,94807(43)#        | 0,68(18) s                   | 73Cu                       |                 | 0+             |
| 75Ni                 | 28                   | 47                   | 74,95287(43)#        | 0,6(2) s                     | β− (98,4 %)                | 75Cu            | (7/2+)#        |
| β−, n (1,6 %)        | 28                   | 47                   | 74,95287(43)#        | 0,6(2) s                     | 74Cu                       |                 | (7/2+)#        |
| 76Ni                 | 28                   | 48                   | 75,95533(97)#        | 470(390) ms [0,24(+55-24) s] | β− (>99,9 %)               | 76Cu            | 0+             |
| β−, n (<0,1 %)       | 28                   | 48                   | 75,95533(97)#        | 470(390) ms [0,24(+55-24) s] | 75Cu                       |                 | 0+             |
| 77Ni                 | 28                   | 49                   | 76,96055(54)#        | 300# ms [>300 ns]            | β−                         | 77Cu            | 9/2+#          |
| 78Ni                 | 28                   | 50                   | 77,96318(118)#       | 120# ms [>300 ns]            | β−                         | 78Cu            | 0+             |

1. ↑  Abréviations :
TI : transition isomérique ;
CE : capture électronique.
2. ↑  Isotopes stables en gras.
3. ↑  Soupçonné de subir une désintégration β+β+ en 58Fe avec une demi-vie supérieure à 700 × 1018 années.
4. ↑  Plus haute énergie de liaison par nucléon de tous les isotopes.

### Remarques
- Les valeurs marquées # ne sont pas purement dérivées des données expérimentales, mais aussi au moins en partie à partir des tendances systématiques. Les spins avec des arguments d'affectation faibles sont entre parenthèses.
- Les incertitudes sont données de façon concise entre parenthèses après la décimale correspondante. Les valeurs d'incertitude dénotent un écart-type, à l'exception de la composition isotopique et de la masse atomique standard de l'IUPAC qui utilisent des incertitudes élargies.

## Dans le système solaire
La composition isotopique du nickel est essentiellement la même dans les échantillons extraterrestres que sur Terre, à l'exception de certaines météorites non différenciées (chondrites) et particulièrement des chondrites CI. Dans les inclusions réfractaires des CI Ivuna et Efremovka, des déficits en 58Ni et 60Ni de jusqu'à 0,1 % ont été mesurés, ainsi que des enrichissements en 58Ni de jusqu'à 400 ppm et des déficits et enrichissements d'environ 100 ppm en  60Ni et 64Ni. Ces variations sont attribuées à au moins quatre sources nucléosynthétiques différentes.

### Sources
- Masse des isotopes depuis :
  - (en) G. Audi, A. H. Wapstra, C. Thibault, J. Blachot and O. Bersillon, « The NUBASE evaluation of nuclear and decay properties », Nuclear Physics A, vol. 729,‎ 2003, p. 3–128 (DOI 10.1016/j.nuclphysa.2003.11.001, Bibcode 2003NuPhA.729....3A, lire en ligne [archive du 23 septembre 2008])
- Compositions isotopiques et masses atomiques standards :
  - (en) J. R. de Laeter, J. K. Böhlke, P. De Bièvre, H. Hidaka, H. S. Peiser, K. J. R. Rosman and P. D. P. Taylor, « Atomic weights of the elements. Review 2000 (IUPAC Technical Report) », Pure and Applied Chemistry, vol. 75, no 6,‎ 2003, p. 683–800 (DOI 10.1351/pac200375060683, lire en ligne)
  - (en) M. E. Wieser, « Atomic weights of the elements 2005 (IUPAC Technical Report) », Pure and Applied Chemistry, vol. 78, no 11,‎ 2006, p. 2051–2066 (DOI 10.1351/pac200678112051, résumé, lire en ligne)
- Demi-vie, spin et données sur les isomères sélectionnés depuis les sources suivantes : 
  - (en) G. Audi, A. H. Wapstra, C. Thibault, J. Blachot and O. Bersillon, « The NUBASE evaluation of nuclear and decay properties », Nuclear Physics A, vol. 729,‎ 2003, p. 3–128 (DOI 10.1016/j.nuclphysa.2003.11.001, Bibcode 2003NuPhA.729....3A, lire en ligne [archive du 23 septembre 2008])
  - (en) National Nuclear Data Center, « NuDat 2.1 database », Brookhaven National Laboratory (consulté en septembre 2005)
  - (en) N. E. Holden et D. R. Lide (dir.), CRC Handbook of Chemistry and Physics, CRC Press, 2004, 85e éd., 2712 p. (ISBN 978-0-8493-0485-9, lire en ligne), « Table of the Isotopes », Section 11